# Matemáticas en la Nueva España
Los inicios de las ciencias exactas, y en particular de la matemática, en Nueva España datan de los comienzos del Virreinato. Fue durante el siglo XVI cuando los científicos novohispanos recibieron tanto las ideas medievales de Duns Scoto, Guillermo de Ockham, Tomás de Aquino, Roger Bacon, entre otros, como las renacentistas de Copérnico, Kepler, Galileo, por dar algunos ejemplos. Dichas ideas tuvieron un periodo de aclimatación, pues en principio fueron rechazadas por la Iglesia. Fue a través de un proceso paulatino que éstas se introdujeron en los cursos de las instituciones educativas de la época.

## sigloXVI

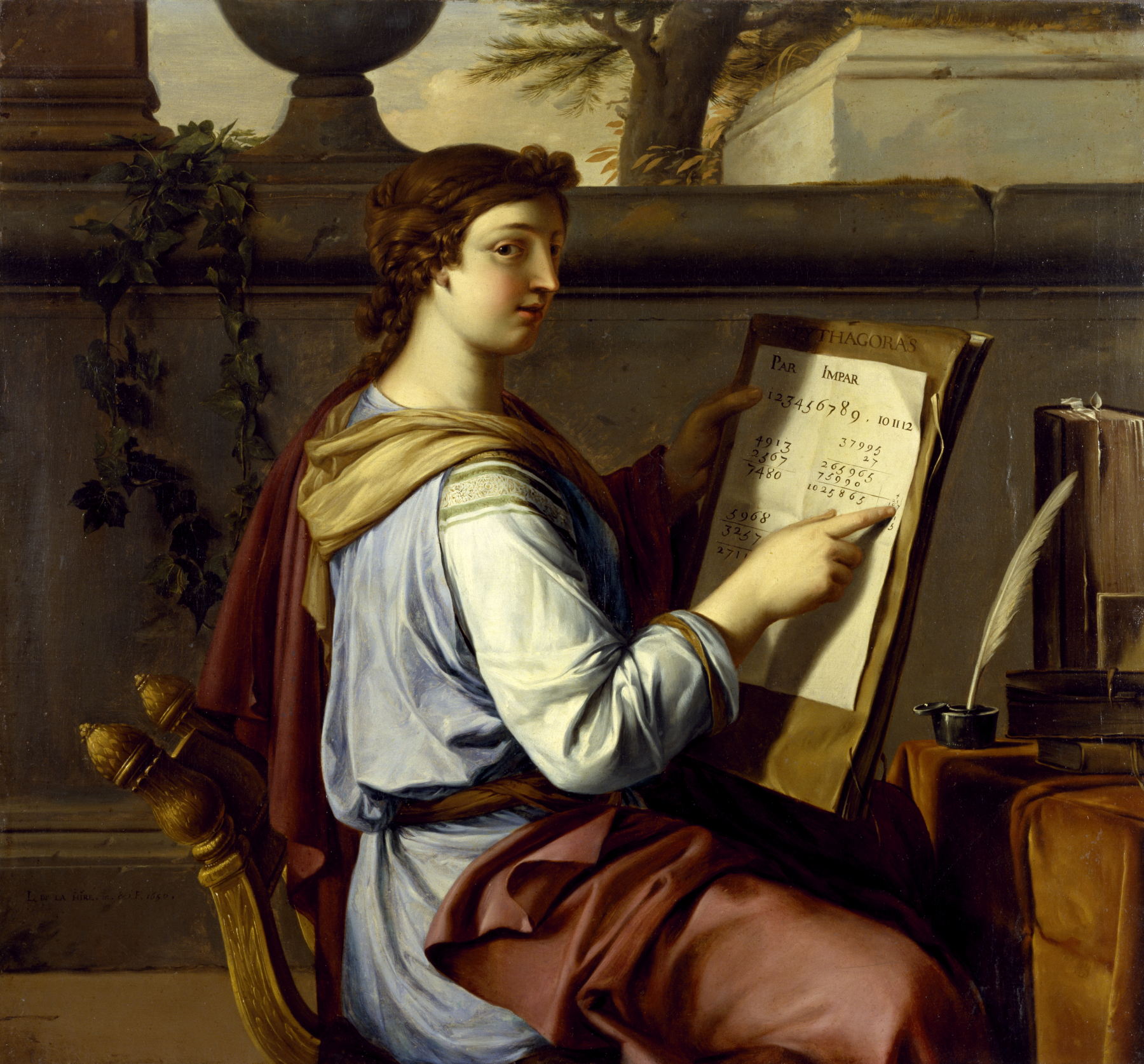
Alegoría de la Aritmética por Laurent de La Hyre.

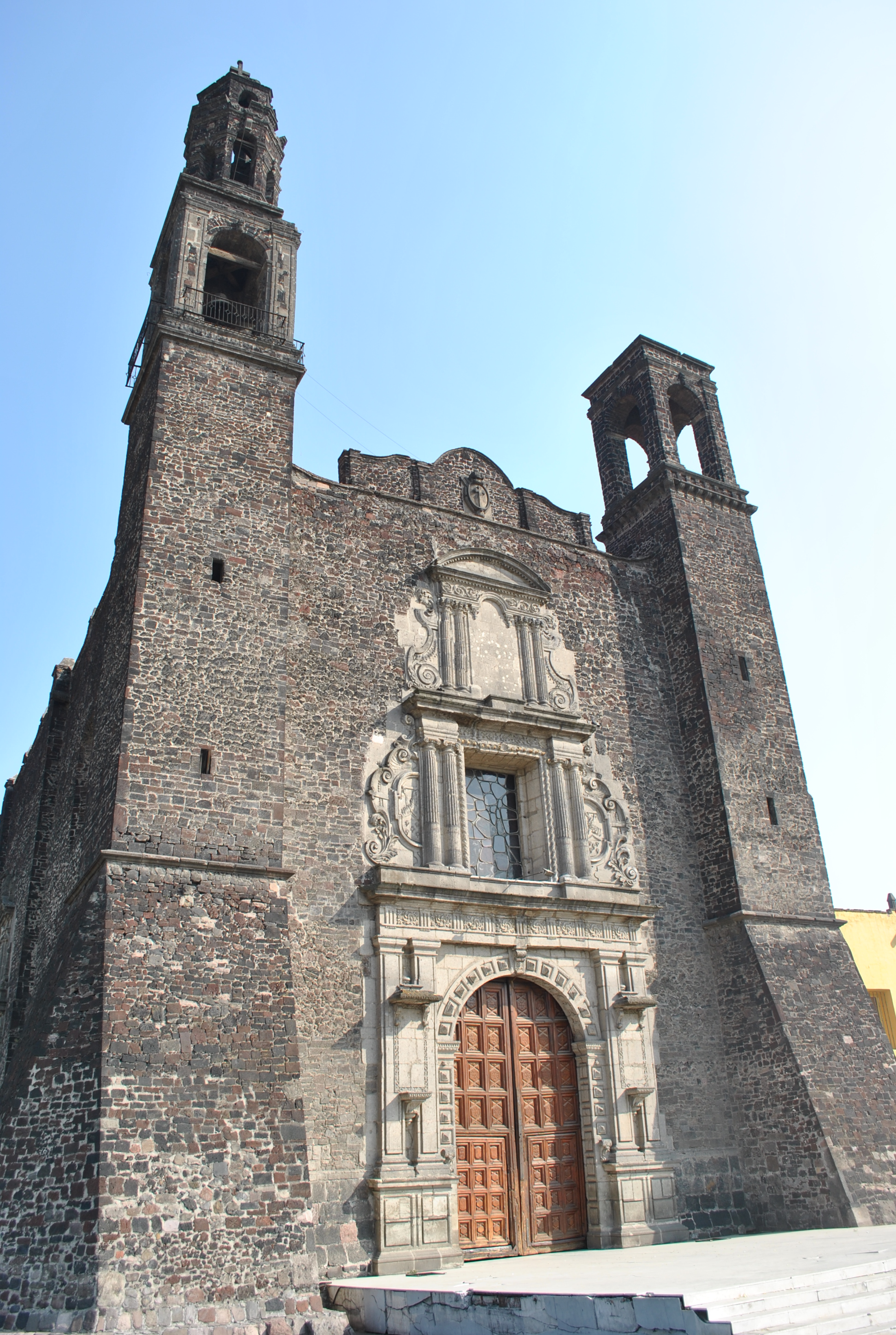
Colegio de la Santa Cruz de Santiago de Tlatelolco, primera institución de educación superior de América.

El que España fuera conquistada por los musulmanes en 711 hizo que los números arábigos fueran conocidos en la península antes que en otros lugares de Europa. El que permitiera la creación del sistema posicional se considera uno de los avances más significativos de la humanidad que, entre otras cosas, facilitó el desarrollo de la aritmética. Tras la invención de la imprenta de tipos móviles de Gutenberg en 1450 se generalizó su uso en Europa. En 1521, año de la caída de Tenochtitlán, se habían generalizado, sobre todo entre los comerciantes. Así, las primeras enseñanzas de conceptos aritméticos elementales hechas en Nueva España, corrieron a cargo de los mercaderes, quienes por necesidades de su oficio, sabían sumar, restar, multiplicar y dividir, así como operar con fracciones.
En 1535 se fundó el virreinato de Nueva España. Al año siguiente, 1536, abrió sus puertas el Colegio de la Santa Cruz de Santiago de Tlatelolco fue la primera institución de educación superior de la Nueva España y de toda América. Tenía como objeto educar a los hijos de los caciques y a los futuros médicos. Tres años después apareció la primera imprenta del Nuevo Continente, la cual fue instalada en la Ciudad de México. 
En 1540 comenzó la enseñanza formal de las matemáticas, la física y la astronomía en El Colegio de Estudios Mayores de Tiripetío en Michoacán. 
En 1551 fue fundada una institución educativa significativa del periodo: la Real y Pontificia Universidad de México. Sus actividades educativas iniciaron 2 años después. Se organizó en cinco facultades: Teología, Leyes, Cánones, Arte y Medicina con más de veinte cátedras, entre ellas, y la de Matemáticas. Al igual que la Universidad de Salamanca, de la cual estuvo fuertemente influenciada, la Universidad de México otorgaba los tres grados clásicos: Bachiller, Licenciado y Doctor. Asimismo, siguió sus planes de estudio por lo que es probable que usara los mismos libros. Algunos autores de estos textos fueron Euclides, Teodosio de Bitinia y Cristóbal Clavio, los dos primeros autores clásicos y el último jesuita del siglo XVI.

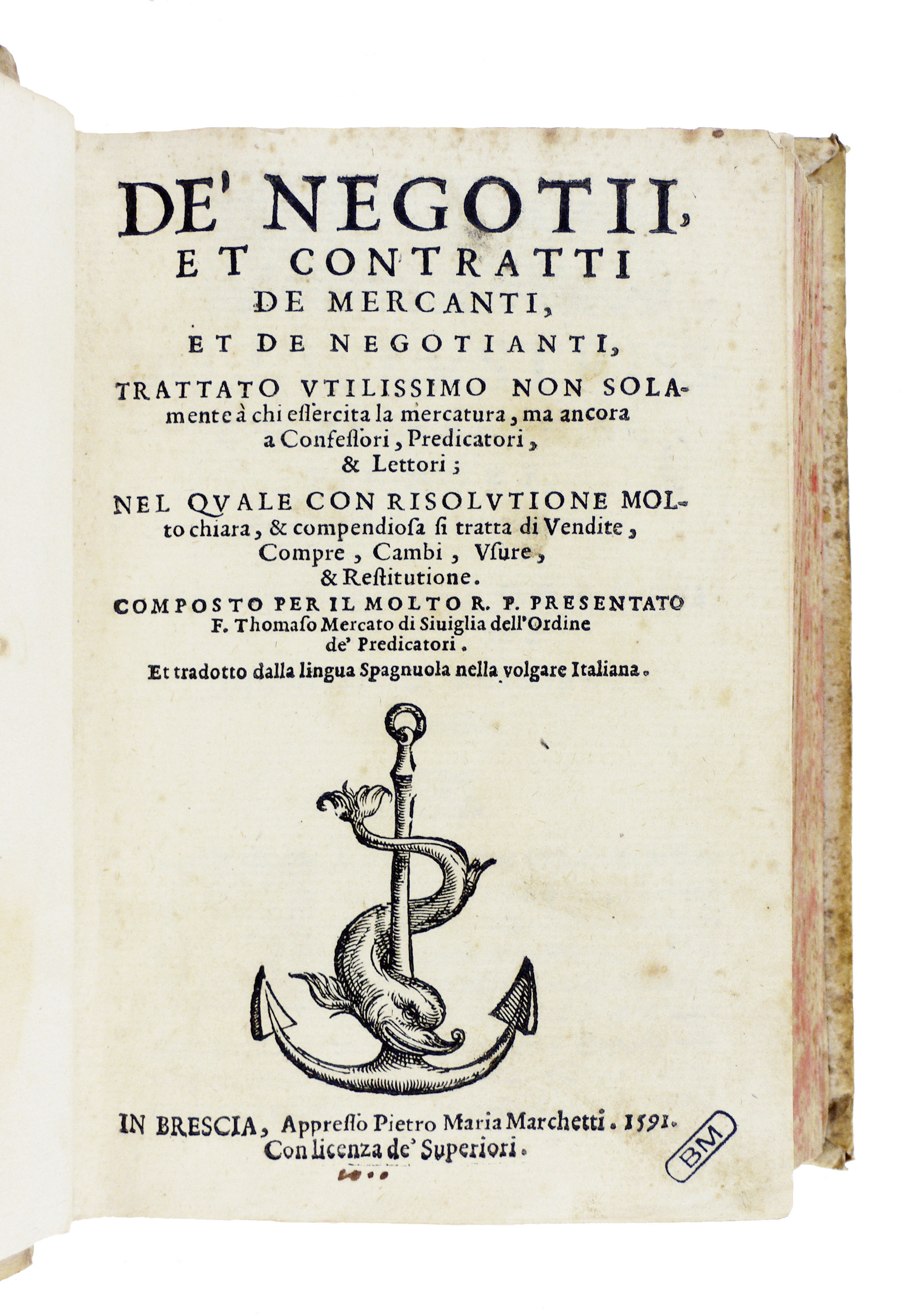
Edición de 1591 del libro de Tomás de Mercado sobre los negocios.

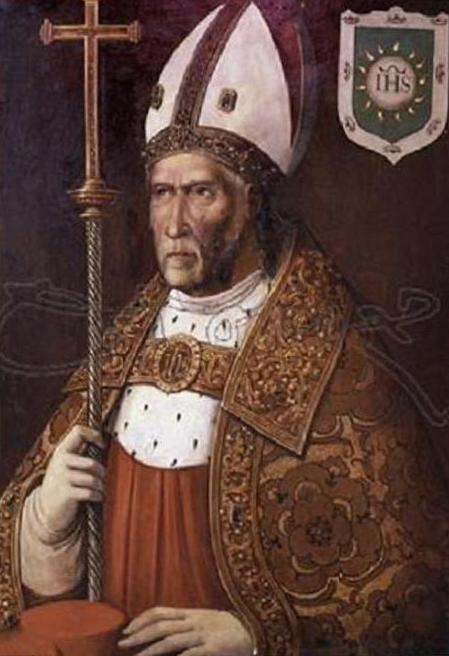
Cardenal Silíceo, gran matemático, teólogo y arzobispo de Toledo.

En 1556, Juan Díez Freyle escribió el primer libro de Matemáticas publicado en América. Lo llamó Sumario Compendioso de las cuentas en plata y oro que en los reinos del Perú son necesarias a los mercaderes y a todo género de tratantes. Con algunas reglas tocantes a la Aritmética. En él se trató distintos problemas aritméticos. Por ejemplo, el cálculo de porcentajes, operaciones con fracciones, determinación de la ley de la plata y del oro, la aplicación de la regla de tres y la conversión de monedas. También incluyó información pertinente para comerciantes y mineros, que debían calcular el quinto real y el diezmo de sus ganancias, para entregarlo a las autoridades civiles y religiosas. Además, lo dotó de una sección de álgebra donde se planteó y resolvió problemas que expresó mediante ecuaciones de segundo grado. Un año después, en 1558, se publicó el primer documento científico de Física de toda América.
La enseñanza y uso de conceptos geométricos, se basó en los clásicos: los Elementos de Geometría de Euclides (ca. 300 a. C.) tuvieron amplia difusión en la Nueva España a través de muy diferentes ediciones, tanto en latín como en español. 
Para los comerciantes, el libro de Tomás de Mercado publicado en 1569 fue de gran utilidad: la Summa de Tratos y contratos versó sobre las aplicaciones de la aritmética sobre el terreno comercial.
Algunos de los libros llegados a la Nueva España entre 1535 y 1600 fueron: Ars Arithmetica de Juan Silíceo, la Arithmetica practica y especulativa, los Fragmentos Matemáticos de Juan Pérez de Moya, el libro de Álgebra en Arithmetica y Geometría de Pedro Núñez, el Cursus quattuor mathematicarum de Pedro Ciruelo y el Libro Primero de Arithmetica de Marco Aurel, entre otros. Todos sirvieron de base para los primeros estudios científicos de la Nueva España.

## sigloXVII
Entre 1630 y 1680 empezaron a producirse obras científicas de carácter moderno y es las matemáticas tomaron un rol primordial en la educación del novohispano. Así formaron parte de los planes de estudio de toda institución educativa de la época. Ganaron importancia por las expediciones científicas, llevadas a cabo a lo largo y ancho de la Nueva España, cuyo territorio se descubrió y conquistó en diferentes etapas durante el Virreinato. Se requería de la habilidad de matemáticos para la elaboración de mapas, observaciones y cálculos astronómicos e, incluso, para la reparación de los aparatos de medición y observación de avanzado diseño. 
A lo largo de la primera parte del siglo XVII, se produjeron en la Nueva España aún más libros de aritmética. Entre ellos destacaron: Arte Menor de Aritmética Práctica (1623) escrito por Pedro Paz, el Arte menor de aritmética (1649), de la autoría de Atanasio Reaton y Breve aritmética, por el más sucinto modo que hasta oy (sic) se ha visto (1675), de Benito Belo.

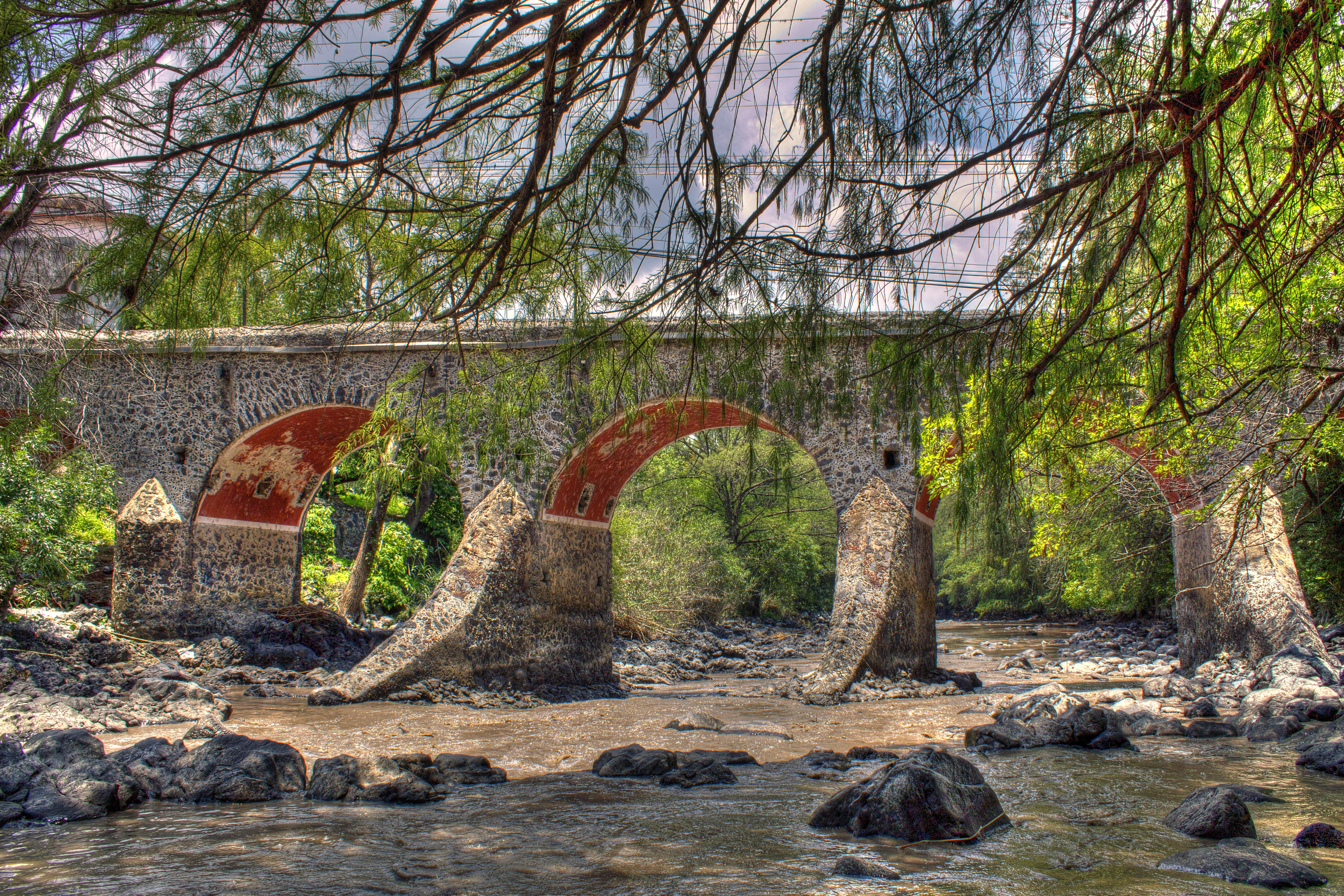
El Puente de Batanes, en San Andrés de Salvatierra, Guanajuato, un ejemplo del trabajo de Fray Andrés de San Miguel.

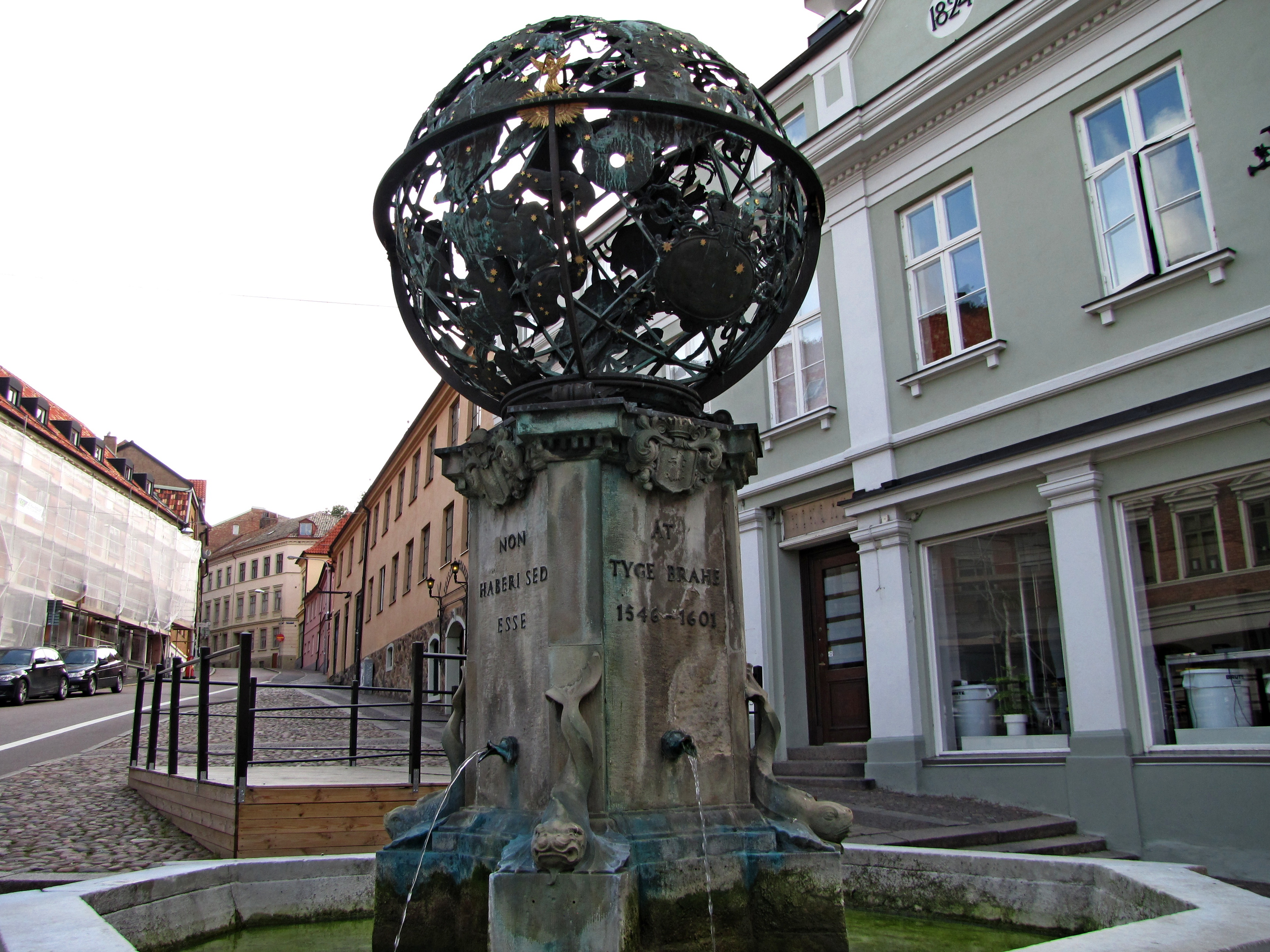
Fuente dedicada a Tycho Brahe, el gran astrónomo danés.

El fraile carmelita Andrés de San Miguel, encargado de la construcción de los conventos de su orden en la Nueva España, entre 1631 y 1644, escribió  una extensa obra en la que se trataba de Arquitectura, Astronomía, Hidráulica, Ingeniería y Matemáticas. En cuanto aritmética, escribió acerca de la suma, resta, multiplicación y división, como operaciones binarias, sin hacer uso de sus respectivos signos, ya popularizados en toda Europa. De lo más sobresaliente se encuentra su tabla con las raíces y cuadrados los primeros 630 enteros positivos. Se enfocó más en la Geometría, sobre todo en las definiciones, como por ejemplo la de línea, superficie, volumen, ángulo, entre otras. Además, toco temas como las del trazo de ángulos, partición de rectas, y acerca de la medición y construcción de sólidos y sus superficies.
En 1637 Fray Diego Rodríguez fundó la cátedra de Astronomía y Física de la Real y Pontificia Universidad de México. Fue su primer Director. Estudió la ecuación de tercer grado o cúbica y la de cuarto grado, esta última entonces de vanguardia, pues el matemático francés René Descartes acababa de publicar su libro La Geometría.
Asimismo, aplicó logaritmos a cálculos astronómicos, escribió un tratado de fabricación de relojes y trabajó con los números imaginarios. Sus obras muestran su amplia cultura matemática. Se sabe que escribió De los Logaritmos y Aritmética, texto formado por tablas logarítmicas, el Tractatus Proemilium Mathematices y de Geometría, que estudia temas geométricos relativos a los triángulos y explica el método de Tartaglia para dividirlos, y el Tratado de las ecuaciones. Fábrica y uso de la Tabla Algebraica discursiva, donde analizó el uso de ecuaciones. Y fueron bajo sus enseñanzas donde por primera vez en la Nueva España se dieron a conocer a nivel universitario a Kepler, Tycho Brahe y Copérnico en lo que respecta a astronomía; a Galileo, Gilbert, Stevin en lo que respecta a física; Y en lo respectivo a las matemáticas a Neper, Bombelli, Cardano y Tartaglia.
A partir de su llegada la ciencia en Nueva España comenzó a elaborarse sin la influencia de preocupaciones metafísicas. La comunidad científica empezó a aceptar los postulados de la ciencia moderna proveniente de Europa: primero, la versión hermética para luego dar paso a la mecanicista. Eso sucedió tres décadas antes que en España.

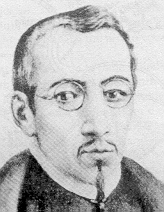
Carlos de Sigüenza y Góngora, notable matemático y astrónomo.

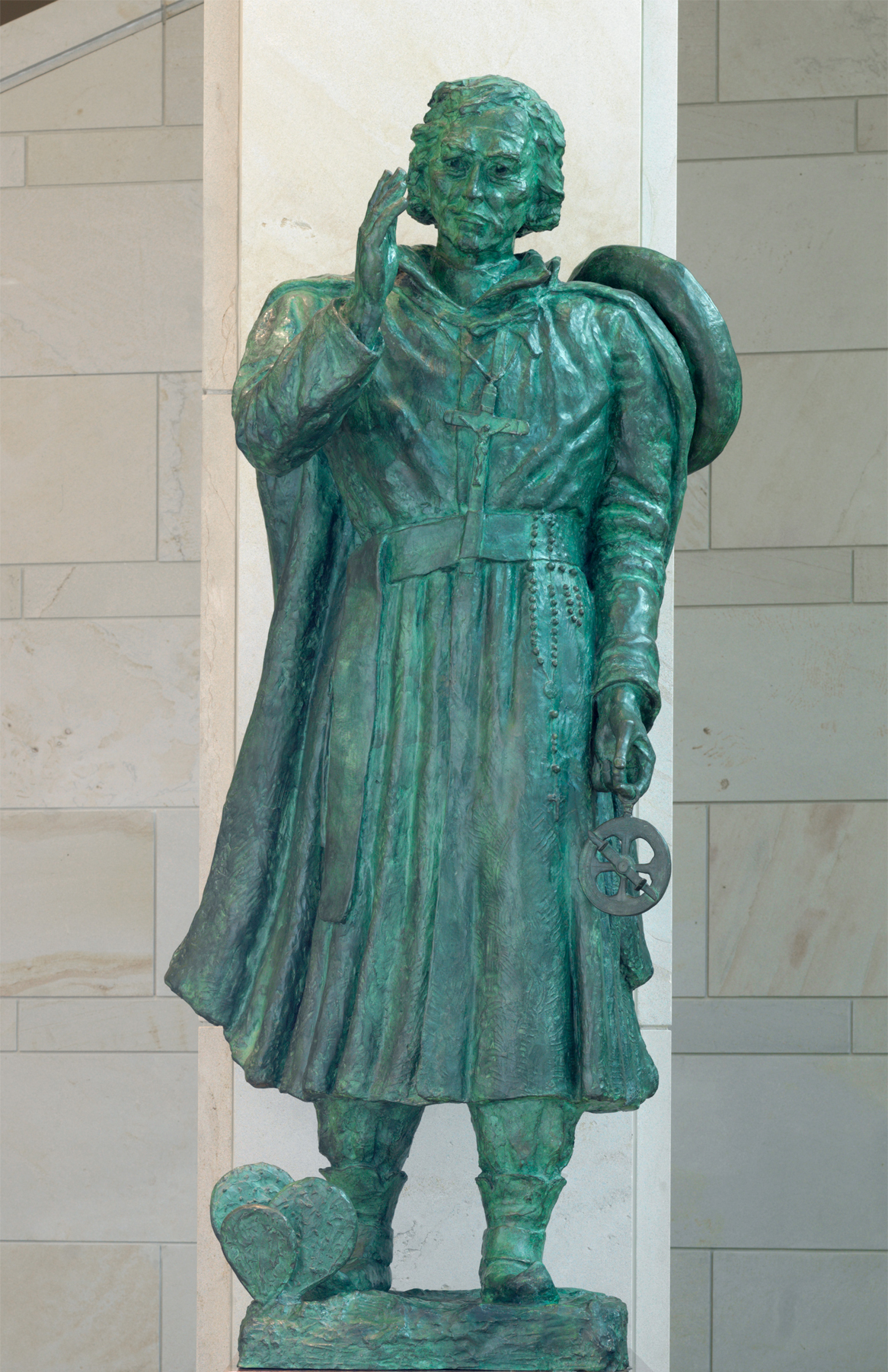
Eusebio Francisco Kino, esculpido por Suzanne Silvercruys. A pesar de su mentalidad científica, pensaba que los cometas eran señales divinas y no objeto de estudio.

Un discípulo de Diego Rodríguez fue Carlos de Sigüenza y Góngora. Intelectual novohispano, contemporáneo y amigo de Sor Juana Inés de la Cruz y notable matemático. Entre 1672 y 1693 fue catedrático de Astronomía y Matemáticas de la Real y Pontificia Universidad de México y sucedió en la Dirección de las mismas a Diego Rodríguez. Sus diferencias con el jesuita Eusebio Francisco Kino, importante evangelizador de la época, fueron famosas. Kino aseguraba que los cometas debían ser considerados como señales de la Providencia y no como objeto de estudio. 
Sigüenza, en su Libra Astronómica y Philosophica, propuso lo contrario, basado en las obras Elementos de Euclides, el Curso matemático de Caramuel, el de la Esfera en común celeste y terráquea del sacerdote jesuita Joseph Zaragoza y la Trigonometría del matemático, astrónomo y teólogo germano que acuñó el término: Bartolomé Pitiscus. En su obra es destacable el uso natural de la geometría y trigonometría en sus mediciones.
Tanto Diego Rodríguez como Carlos de Sigüenza fueron hombres de la Iglesia, criollos y reconocidos catedráticos de matemáticas y ambos estaban interesados en la física, matemática, astrología, entre otras ciencias exactas. Sin embargo, Diego Rodríguez dedicó su vida e investigación a las ciencias puras. En cambio, Sigüenza fue un polígrafo, pues no solo se interesó en las matemáticas puras y prácticas sino también en la poesía e historia. Ambos hombres fueron figuras centrales en el periodo barroco de la ciencia novohispana.

## sigloXVIII

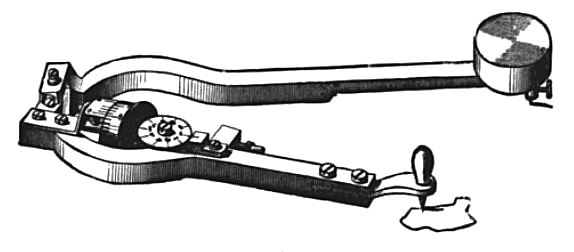
El planímetro, otro instrumento de medición propuesto por José Sáenz de Escobar.

A principios del siglo XVIII los pensadores novohispanos reflejaron una disposición de leer obras científicas condenadas por la Iglesia. Lo apreciable de su actitud frente a las ideas científicas modernas fue el hecho de que en lugar de rechazarlas, intentaban conciliarlas con sus creencias religiosas. Ello reflejaba la apertura incipiente de una conciencia histórica para el desarrollo cultural de la Nueva España. Ello trajo la consolidación de grupos interesados en la investigación y explicación de los fenómenos naturales del territorio, tanto por profesionales como por aficionados.
Durante este siglo, destacó el Maestro de Artes por la Real y Pontificia Universidad de México y Abogado de la Real Audiencia de Guadalajara y de la de México, José Sáenz de Escobar, quien redactó Geometría práctica y Mecánica (1706), la cual contiene temas geométricos tratados con detalle como el cálculo de áreas y las propiedades de triángulos, círculos y polígonos. Asimismo, desarrolló la agrimensura y, para realizar mapas y planos, el arte de medir y pesar las aguas con ayuda de ocho instrumentos: la regla dióptrica; la libra acuaria, el chorobate, el cuadrante, el cuadrado astrolabio, el planímetro, la libella ordinaria, la libella kircheriana y la libella claviana, de los cuales, estos dos últimos recibían sus nombres de los que los habían inventado.
De la misma forma destacaron los Apuntes de Aritmética, (1715) escritos por Pedro Antonio Vázquez, en los que trató las operaciones entre quebrados, las razones y proporciones y la aplicación de la regla de tres simple y compuesta. 
En lo relativo a las matemáticas prácticas fue necesario establecer ciertos criterios de aceptación sobre las mediciones resultantes, y dependiendo de estas reglas era posible determinar si eran o no buenas aproximaciones. Este tipo de matemáticas dependían de la habilidad del mensurador y de cómo hacía uso de sus instrumentos. De aquí la importancia de los instrumentos usados y del porqué los resultados obtenidos a veces traían consigo discusiones. Entre los artefactos usados por los practicantes matemáticos para medir distancias, ángulos, tiempos y pesos, estuvieron principalmente las reglas, balanzas, relojes de sol y mecánicos, diferentes instrumentos de navegación y de astronomía. 
Por su parte, la circulación de los instrumentos matemáticos hacia América dependió de viajeros europeos o novohispanos, pero que conforme corrió el siglo XVIII y se asentaron en la Nueva España cambiaron sus formas de usos y reproducción. Dichas transformaciones consisten básicamente en el dominio de los instrumentos experimentales y ello lo explica la separación de los científicos de la escolástica tradicional. Ello no significa que se dejaran de usar viejos instrumentos, sino que se les encontraron nuevos usos a diferentes artefactos antes destinados a la navegación o al comercio. Estos se convirtieron en instrumentos científicos, usados no solo por profesores de matemáticas sino también por arquitectos dedicados a la construcción de minas y a la geodesia.

Venus fue especial objeto de estudio de Joaquín Velázquez de León.

Una de las figuras más importantes de este siglo fue Joaquín Velázquez de León (1732–1786), ilustrado novohispano quien jugó un papel relevante en el ámbito técnico-científico de la Ciudad de México. Fue modernizador del Real Tribunal de Minería y célebre por sus mediciones astronómicas realizadas en la capital. Además, contribuyó con su viaje a California, el cual tenía como propósito observar el paso de Venus, ya que sus resultados sirvieron para revisar las coordenadas de la Ciudad de México. En 1754 fundó y presidió una Academia de Matemáticas en el Colegio de Todos Santos de esa ciudad. Ahí estudiaron algunos de los criollos que destacaron como técnicos y científicos en la Nueva España. 
Entre 1755 y 1760 la orden jesuita fue significativa en la difusión y polémica de los paradigmas astronómicos todavía discutidos en Europa. En Física los temas abordados abarcaron desde la mecánica, la óptica y la acústica hasta la astronomía y los sistemas del mundo. Entre los autores más estudiados de la época por parte de los jesuitas novohispanos del siglo XVIII destacaron Descartes, Bacon, Gassendi, Galileo, Newton, Torricelli, Guericke, Boyle y Franklin.

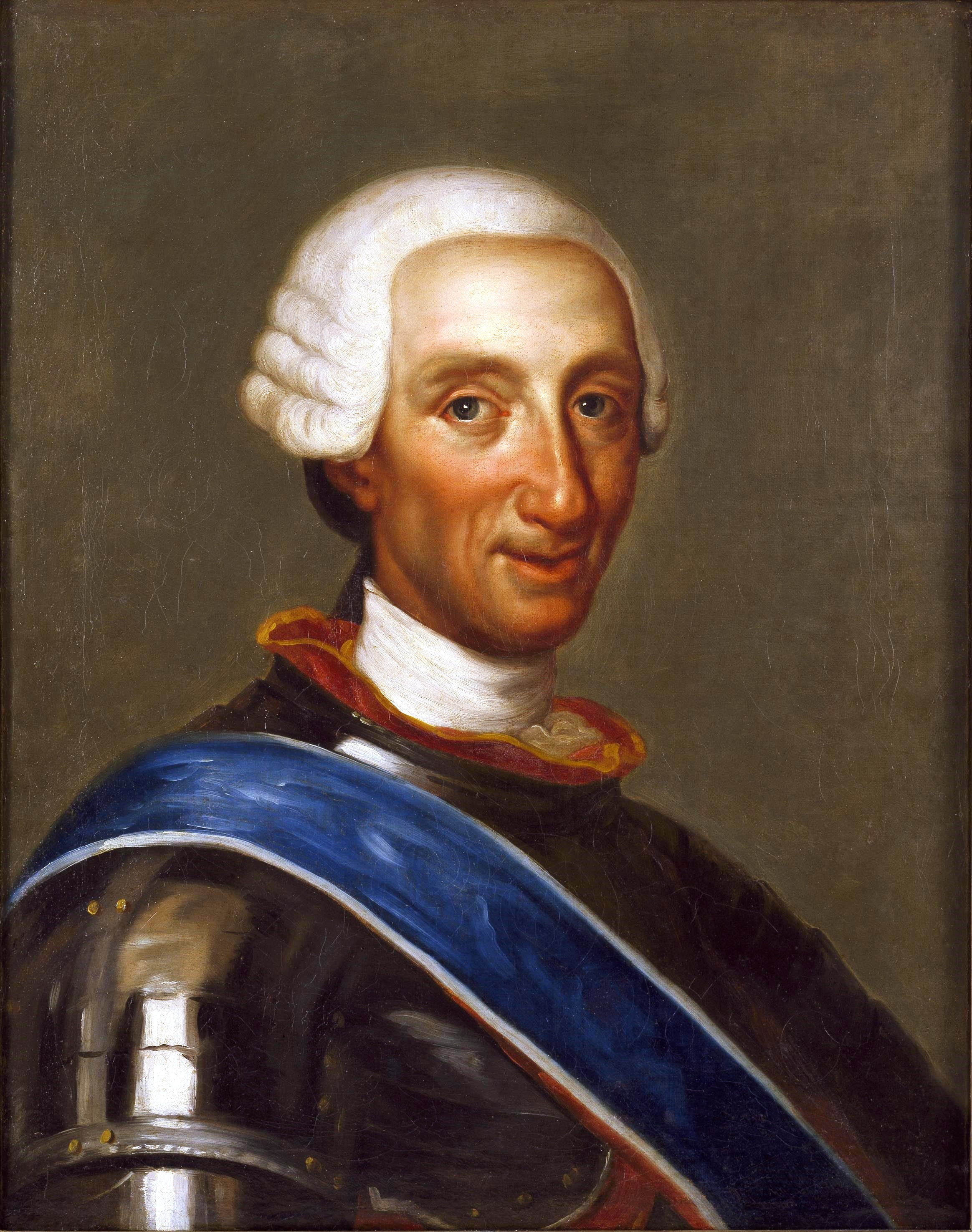
Carlos III hizo una severa reforma educativa.

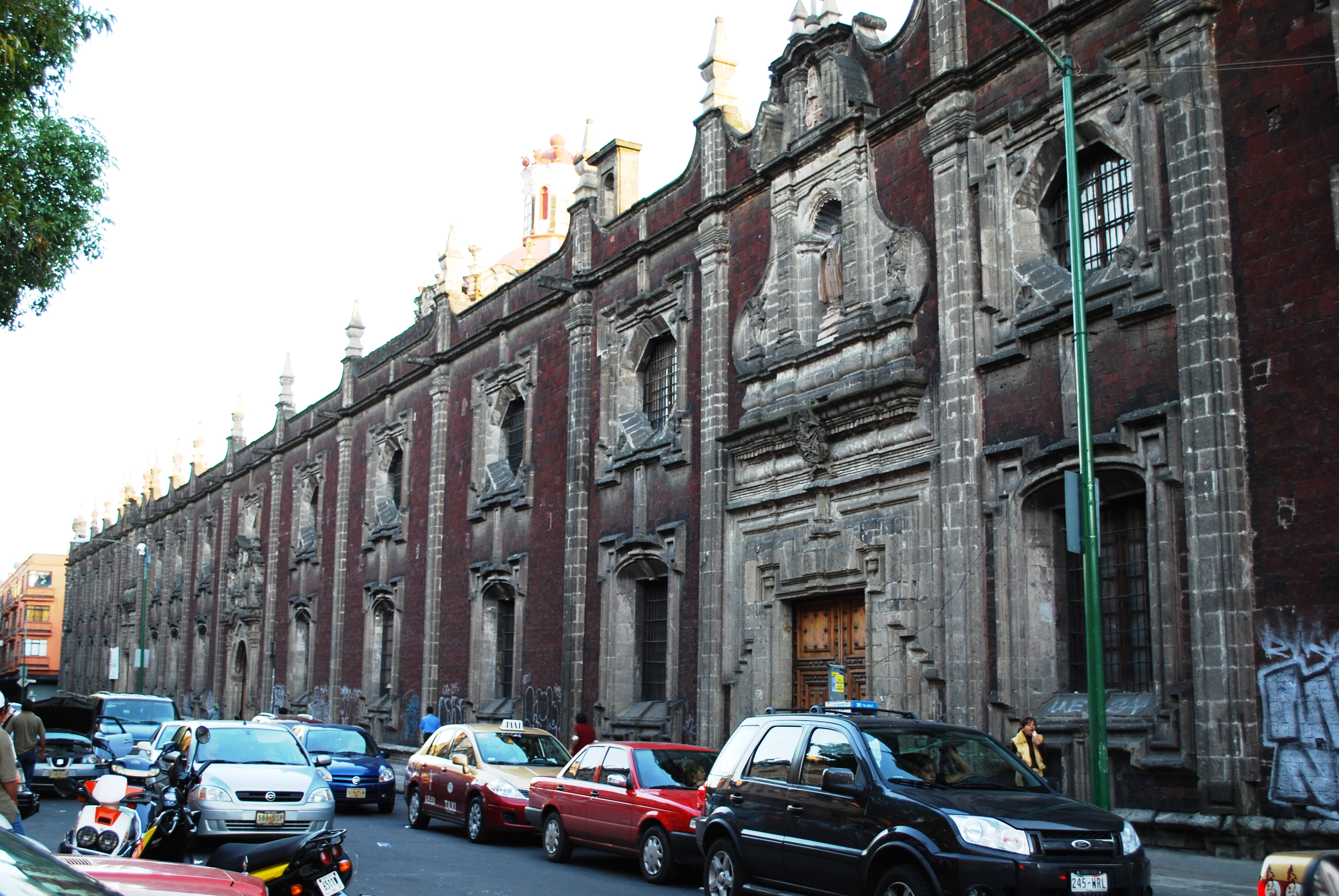
El Colegio de las Vizcaínas fue creado como escuela laica.

En la segunda mitad del siglo XVIII el rey Carlos III impuso severas reformas para reorientar a las instituciones educativas e impulsar una educación pragmática. Dos de las medidas fueron la expulsión de los jesuitas, quienes impartían gran parte de la educación intermedia, en 1767, y la eliminación de la participación del clero regular en las escuelas primarias. Ambas medidas generaron una reestructuración de los planes de estudio y de los métodos de enseñanza, que se renovaron incluyendo a todas las universidades tradicionales de la Nueva España. 

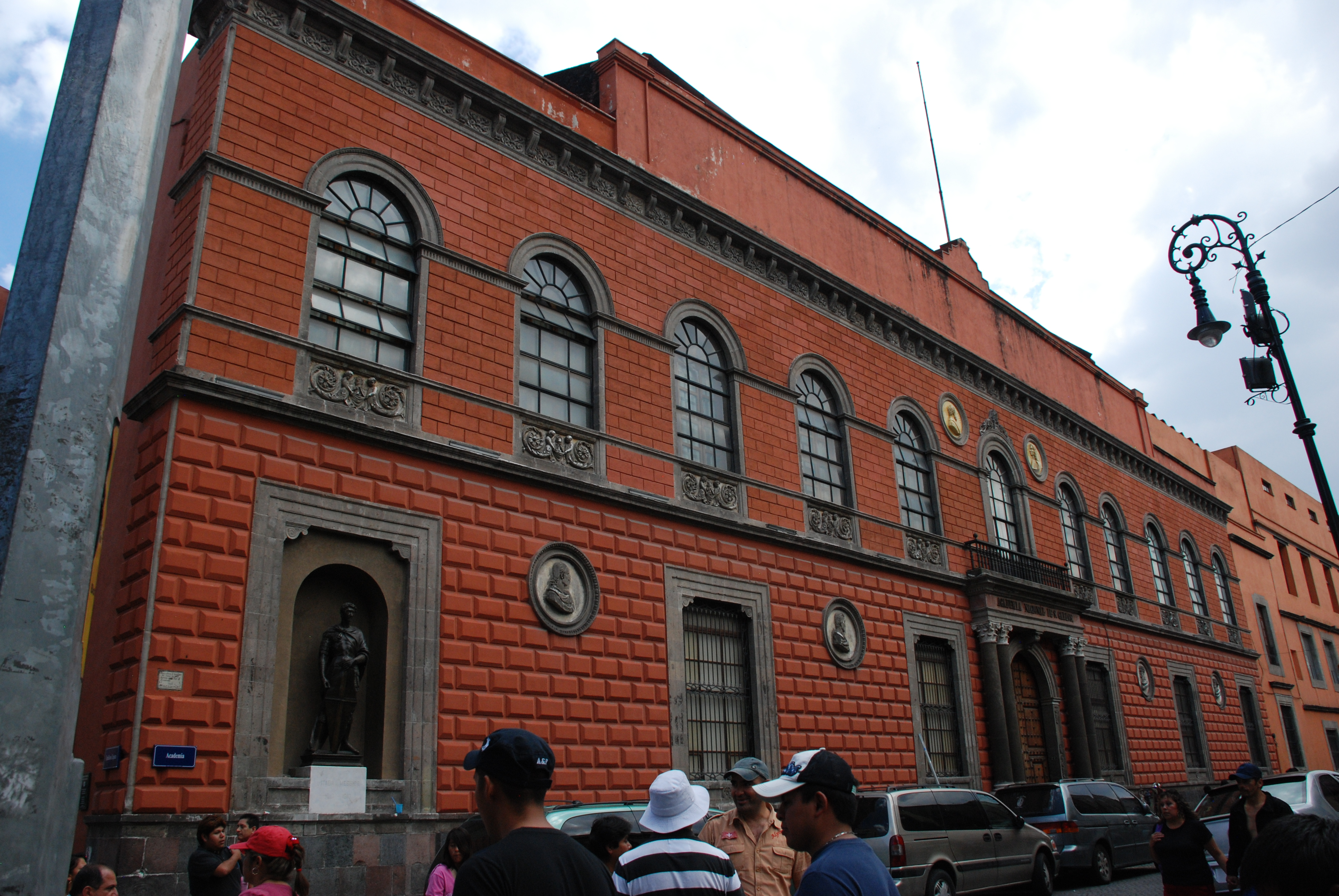
La Academia de San Carlos está en la esquina de Calle de Moneda y Academia.

De igual forma, se crearon nuevas instituciones educativas que colocaron a Nueva España en el camino de la ciencia moderna y se caracterizaban por su educación laica e independiente del poder eclesiástico: el Colegio de las Vizcaínas (1767), la Real Academia de San Carlos, surgida con el nombre de Escuela de Grabado (1767), la cual fue el primer colegio de arte de América, que cambió su nombre por el de Real Academia de Bellas Artes de San Carlos (1784); el Real Colegio de Cirugía de Nueva España (1768), el Jardín Botánico (1788) y el Real Seminario de Minas (1792).

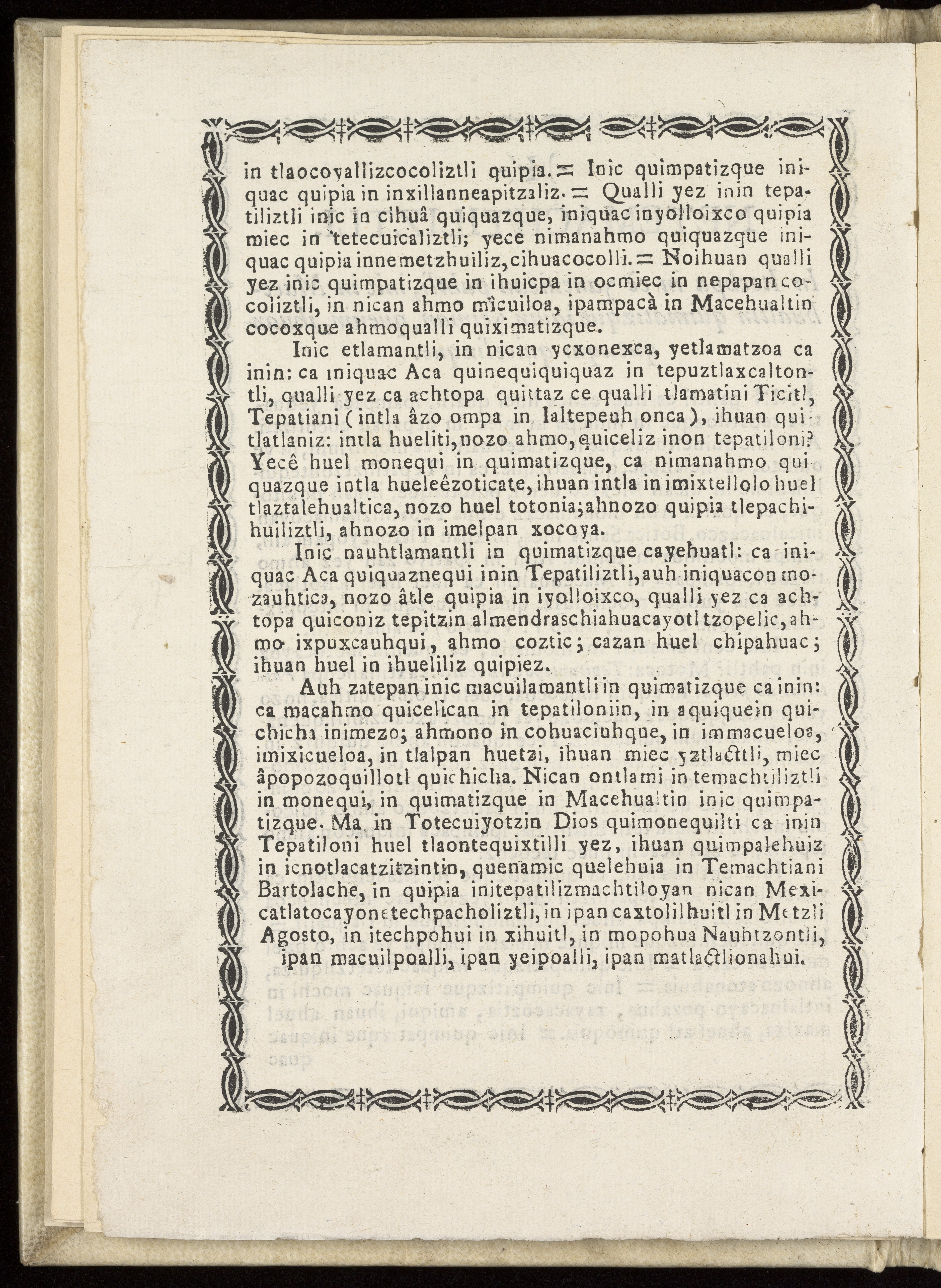
Bartolache tradujo sus Lecciones Matemáticas al náhuatl Netemachtiliztli.

Entre 1766 y 1768 primero, y luego entre 1772 y 1773, José Ignacio Bartolache se hizo cargo de la cátedra de Astronomía y Matemáticas de la Real y Pontificia Universidad de México. Como consecuencia, publicó las Lecciones Matemáticas, donde expuso parte de lo que enseñó. A pesar de ese nombre, su texto no lo dedicó a un curso de matemáticas en el sentido tradicional, sino que lo enfocó al método matemático en general y, además, lo tradujo al náhuatl.
Otra figura de la época fue Antonio de León y Gama, quien sobresalió como astrónomo, tanto por los complejos cálculos que hizo, como por las observaciones que realizó. En 1785 fue consultado por el editor de la Gaceta de México debido a que se pretendía haber resuelto el antiquísimo problema de la cuadratura del círculo. Él aprovechó la ocasión para producir una larga y erudita disertación sobre el tema, que mostraba la imposibilidad de encontrar una solución exacta a esa cuestión. Este mostró sus amplios conocimientos sobre geometría.

## Instituciones de finales del virreinato
En la Real Academia de San Carlos se preparaban inicialmente los arquitectos y, más tarde, se incluirían a los ingenieros, que construirían los edificios públicos, religiosos y privados de la Nueva España y de una parte del México después de la independencia. Su facultad de Matemáticas funcionaba de forma independiente y apoyaba las otras direcciones sobre todo a la de Arquitectura. El perfil requerido de sus profesores de matemáticas era uno tal que fuesen capaces de conjuntar su preparación matemática con la práctica en la arquitectura. 
Por su parte, el Real Seminario de Minas, llamada la “primera casa de las ciencias en México”, fundado por órdenes reales en la Ciudad de México en 1792, fue la institución en donde de forma sistemática se inició la enseñanza moderna de las matemáticas, pues sus alumnos llevaron cursos de álgebra, trigonometría, geometría analítica y cálculo diferencial e integral. A esta institución se le caracterizó, por preparar los “facultativos de minas” quienes daban forma y desarrollo a los avances sobre la industria minera. Inicialmente sus actividades de extendían sobre toda la Nueva España, y finalmente se limitaría al México independiente. Durante sus inicios, su proliferación científica estuvo al nivel de las más importantes de Europa. 
Originalmente, el primer año del alumnado del Real seminario de minas se dedicaba a las Matemáticas; el segundo a Física; en tercer año se estudiaba Química Mineral; en cuarto año, Mineralogía y cursos complementarios. En 1797 se incluyó el estudio del Cálculo Diferencial e Integral, curso que sería el primero en su tipo en la Nueva España.
El curso de matemáticas presentado en 1790 por Fausto de Elhuyar, fue inicialmente pensado para impartirse en un año; incluía Aritmética, Geometría Elemental, Trigonometría Plana, Álgebra y Secciones Cónicas, nunca pudo llevarse a cabo en ese tiempo, ya que desde su fundación este contenido programático hubo de cubrirse en dos años. Unas de las razones fue la falta de antecedentes matemáticos suficientes de los alumnos de nuevo ingreso y los fuertes requerimientos de la Física que se enseñaba en Minas que requerían antecedentes bastante completos de matemáticas.
El plan de estudios también tenía como cursos Matemáticos Independientes, Geometría Práctica y Dinámica e Hidrodinámica. El Cálculo Infinitesimal fue parte de la Física, hasta 1803. Los cursos se resumían en dos: Matemáticas I, que incluía Aritmética, Geometría Elemental, Trigonometría Plana, Álgebra hasta ecuaciones de segundo grado. Matemáticas II, incluía Álgebra, Aplicaciones del Álgebra a la Geometría, Secciones Cónicas, Cálculo Infinitesimal y Geometría Práctica.
Tanto la Real Academia de San Carlos como el Real Seminario de Minas, les asignaron a las matemáticas una finalidad pragmática. De igual forma ambas instituciones fundamentaron sus cursos de matemáticas sobre dos libros: el de Benito Bails y el de Mariano Vallejo, los cuales se conservaron por muchos años desde su primer uso. 
Otro autor ilustrado de la época fue Diego de Guadalaxara y Tello, cuya fecha de muerte y nacimiento se desconocen, quien poseía conocimientos en astronomía y sobre las matemáticas impuras. Como matemático tenía un perfil de inclinado a lo práctico. Estudió junto con Antonio León y Gama y Gerardo Jose Gonzalez. Se caracterizaba por mezclar conocimientos astrológicos con las mediciones astronómicas, usadas para los pronósticos astrológicos y meteorológicos que aprendían los médicos, alumnos de esa cátedra.
Guadalaxara fungió como Director de la cátedra de matemáticas en la Academia de San Carlos, de 1790 a 1805. Conocía materias como analítica, geometría, mecanicismo y gnomónica, la ciencia antigua que dictaba las reglas para hacer relojes solares. De la misma forma manejaba y reparaba instrumentos para medir distancias, curvas y rectas como cuadrantes, telescopios, micrómetros, brújulas y a la ocasión, relojes de sol.

## Epílogo
La inestabilidad política y social generada por el Movimiento de Independencia a partir de 1810, provocó que por un largo tiempo las instituciones educativas se limitaran a repetir cursos y programas ya obsoletos, ello debido a la falta de recursos y a la poca comunicación que se mantuvo con instituciones educativas extranjeras, lo que provocó que la ciencia en México tuviera un atraso de casi 50 años respecto a otros países del mundo.
Hacia 1867, los matemáticos en el México Independiente mostraron cierta creatividad y difusión. Casi un siglo después se fundó la Sociedad Matemática Mexicana. De la misma forma, fue durante el siglo XX que la carrera de matemáticas apareció en varias universidades, tal vez como consecuencia de la consolidación del positivismo mexicano. A partir de este momento comenzaron a desarrollarse en campos de especialización.